# Jour-amende
Un jour-amende (pluriel : jours-amende) est une peine du droit pénal correspondant à une amende multipliée par un nombre de jours.
En droit pénal français, un jour-amende est une peine qui peut être prononcée par un tribunal correctionnel. Une peine de jours-amende peut aussi résulter de la conversion d'une peine d'emprisonnement ferme par le juge de l'application des peines dans le cadre d'un aménagement de peine. La peine jour-amende est énoncée à l'article 131-3.

## Par pays

### France

#### Système légal
Une personne condamnée à N jours-amende à X euros doit verser N × X euros à l'issue d'un délai égal aux N jours-amende.
Un défaut partiel ou total de paiement est sanctionné par une incarcération dont la durée égale le nombre de jours-amende impayés à échéance, et ne pourra donc dépasser les N jours-amende fixés par le juge. La détention est effectuée de la même manière qu'une contrainte judiciaire.
La prescription est celle de la peine, c'est-à-dire six ans à partir du jour où le jugement est définitif, et non pas la prescription des créances publiques.

#### Restrictions
- Le montant d'un jour-amende ne peut excéder 1 000 euros (loi n° 2004-204 du 9 mars 2004)
- Le nombre de jours-amende ne peut dépasser 360[2].
- Les jours-amende ne peuvent être prononcés en parallèle avec une amende simple[3].

#### Exemple
Supposons une personne condamnée à 60 jours-amende à 10 euros. 
Lorsque le jugement a été rendu contradictoirement et signé par le juge et le greffier, il est expédié, à l'issue du délai d'appel ou du pourvoi en cassation, à la Trésorerie générale du département dont dépend le domicile du condamné.
Le condamné reçoit ensuite un courrier du Service des Finances publiques lui indiquant qu'il dispose de 60 jours pour réunir la somme totale, soit 600 euros. 
À l'issue de ce délai, la totalité de la somme est exigible par le Trésor public. Le condamné peut s'il le désire payer la totalité de la somme avant l'expiration du délai fixé.
Si à l'issue des 60 jours fixés, le condamné n'a payé que 500 euros, on considère qu'il a payé 50 jours-amende sur les 60 fixés.
Le service de Finances publiques retourne alors l'extrait de condamnation au Procureur de la République.
Celui-ci transmet l'extrait de condamnation au juge de l'application des peines. Ce dernier convoque le condamné pour lui donner une ultime chance de solder les jours-amende impayés. Si à l'issue du délai le paiement n'est pas intervenu, le juge de l'application des peines ordonne l'incarcération du condamné pour 10 jours et fixe la date d'écrou.

#### Personnes ne pouvant pas être condamnées à des jours-amende
La peine de jours-amende est l'une des peines ne pouvant être infligées à un mineur.
Elle ne peut pas être prononcée à l'égard d'une personne morale condamnée, car une personne morale ne peut, par construction, être écrouée.

### Suisse
Le Code pénal suisse prévoit la possibilité de peine pécuniaire en jours-amende :
- le nombre de jours (3 à 180 jours) dépend de la culpabilité de l’auteur ;
- la valeur du jour (10 à 3 000 francs) dépend de la situation économique de l'auteur.

Si le condamné ne paie pas, il est mis en poursuite pour dettes. Si la poursuite n'est pas possible, la peine pécuniaire est remplacée par une peine privative de liberté (du même nombre de jours).